# Жаклин Даскалова
Жаклин Георгиева Даскалова е българска актриса и певица.

## Биография
Родена е на 10 септември 1996 г. във Варна, Република България.
През 2017 г. е приета в актьорско майсторство за куклен театър НАТФИЗ „Кръстьо Сарафов“ в класа на проф. Боньо Лунгов, Впоследствие напуска академията и кандидатства специалност „Актьорско майсторство за драматичен театър“ при проф. Ивайло Христов и завършва през 2021 г.

## Актьорска кариера
Жаклин Даскалова дебютира на сцената с ролята си на злата вещица на Запада във „Магьосникът от Оз“ в Драматичния театър „Стоян Бъчваров“ в град Варна през 2015 г.
През 2021 г. е в трупата на Народния театър „Иван Вазов“, където играе Драга Филович в „Нова земя“ от Иван Вазов, Миранда в „Бурята“ от Уилям Шекспир, Вена в „Големанов“ от Ст. Л. Костов, „Идеалният мъж“ от Оскар Уайлд, „Частици жена“ от Ката Вебер, „Нора“ от Хенрик Ибсен и „Разходка с Гогол“.
През 2022 г. е номинирана за наградата „Икар“ в категорията „Дебют“ за ролята на Миранда в „Бурята“.
През ноември 2022 г. се снима в рекламните клипове на Eucerin Bulgaria.

## Музикална кариера
Жаклин Даскалова се занимава и с музика. През 2020 г. изпява дебютната си песен „Мърфи“.

## Участия в театъра
Драматичен театър „Стоян Бъчваров“, гр. Варна
- 2015 – Вещицата на Запада в „Магьосникът от Оз“ от Лиман Франк Баум – режисьор К. Бандутов[5]

Театър „София“
1. 2017 – Козле във „Вълкът и седемте козлета“ от Братя Грим – режисьор Боньо Лунгов[5]
2. 2018 – „Клоунизация“ (импровизационен спектакъл) – режисьор Мартин Каров[5]
3. 2020 – Бързата кафява лисица в „Суматоха“ на Йордан Радичков – режисьор Ивайло Христов[11][12][13]
4. 2020 – Джулия в „Отровата на любовта“ от Ерик-Еманюел Шмит – режисьор Мартин Киселов[5]
5. 2020 – Вероника в „Пътят към ада“ (авторски спектакъл по мотиви от романа „Разяреният бик“) – режисьор Ованес Торосян[14][15]

Европейска столица на културата – Пловдив 2019
- 2019 – Госпожица Янг и ШИН в „Търси се добрият“ от Бертолт Брехт – режисьор Ева Данаилова

Младежки театър „Николай Бинев“
- 2019 – Ю Тц в „Ние, врабчетата“ от Йордан Радичков – режисьор Елица Петкова[16]

Народен театър „Иван Вазов“
1. 2021 – „Нова земя“ от Иван Вазов – режисьор Бина Харалампиева[17][18]
2. 2021 – Миранда в „Бурята“ от Уилям Шекспир, режисьор Робърт Уилсън[19][20]
3. 2022 – Вена в „Големанов“ от Ст. Л. Костов – режисьор Стоян Радев[21]
4. 2022 – „Идеалният мъж“ от Оскар Уайлд – режисьор Тиери Аркур, превод Красимира Тодорова[22][23]
5. 2022 – „Частици жена“ от Ката Вебер – режисьор Крис Шарков[24]
6. 2022 – Руска учителка по танци и съпруга на посланик в „Нора“ от Хенрик Ибсен – режисьор Тимофей Кулябин[25]
7. 2023 – Мълва в „Разходка с Гогол“ по текстове на Николай Гогол – режисьор Катя Петрова[26][27]

Театър 199
- 2022 – Южени във „Винсент в Брикстън“ от Никълъс Райт – режисьор Владен Александров[28][29]

## Филмография
- „Ворейдис“ (2014) – Вероника Трендафилова
- „Съспенс“ (2018) – Моника
- „Рамбо: Последна кръв“ (2019)
- „Страх“ (2020)
- „Откраднат живот“ (2021) – Силвия

## Песни
1. 20 юли 2020 г. – „Мърфи“[30]
2. 7 март 2021 г. – „Бегбеде“[31]
3. 30 май 2021 г. – „Луната“[32]